# 江金权
江金权（1959年9月—），湖北浠水人，中国共产党和中华人民共和国政治人物，博士研究生，研究员。中共第十九届中央纪委委员。现任中共中央政策研究室主任。

## 个人经历
江金权是洗马高中七五届毕业生。1978年3月，考入湖北师范学院中文系学习。
1982年1月参加工作后，曾先后担任中共湖北省委组织部组织处副处长，中共中央政策研究室党建组副处级调研员、正处级调研员，中央政策研究室党建研究局副局长、局长。期间，在华中科技大学经济学院经济学专业师从张培刚进行在职研究生学习，获经济学博士学位。
2013年4月，担任中央政策研究室副主任、中央党建领导小组秘书组组长。
2016年4月，任中央纪委驻国资委纪检组组长。2017年，他参与中共十九大文件起草工作。
2018年1月，担任中共中央政策研究室常务副主任。江金权任中央政研室常务副主任后，多次陪同习近平出席国内活动。
2020年10月，接替王沪宁出任中央政策研究室主任，并在10月30日举行的十九届五中全会的新闻发布会上首次以中央政策研究室主任的身份亮相。2021年11月12日，江金权在中共中央新闻发布会上对“两个确立”的内涵进行了深入阐述。

## 著作
江金权长期从事党的建设的实际工作和理论研究工作，发表论文200多篇，出版著作40多部，先后获得“五个一”工程奖特等奖、全国优秀党建读物一等奖等10多个奖项，并有著作翻译成多种外文。
- 江金权. . 北京: 党建读物出版社. 1994. ISBN 7-80098-087-1.
- 江金权. . 北京: 人民出版社. 2004. ISBN 978-7-01-004316-6.
- 江金权. . 北京: 人民出版社. 2007. ISBN 978-7-01-006225-9.
- 江金权. . 北京: 人民出版社. 2007. ISBN 7-01-006029-0.
- 江金权. . 北京: 党建读物出版社. 2009. ISBN 978-7-5099-0011-6.
- 江金权. . 北京: 党建读物出版社. 2016. ISBN 978-7-5099-0670-5.